# Gabo-Reformen
Die Gabo-Reformen bezeichnen eine Reihe von Reformen im Korea der Joseon-Dynastie in den Jahren von 1894 bis 1896 unter der Regentschaft von König Gojong. Begonnen während des Ersten Japanisch-Chinesischen Kriegs stellten diese Reformen eine Reaktion auf den Donghak-Aufstand dar und betrafen weite Bereiche der Politik und der Gesellschaft. Die Reformen wurden vor allem von progressiven Koreanern wie Kim Hong-jip und Rückkehrern aus dem Exil in Japan, wie Seo Jae-pil und dem bereits am Gapsin-Putsch beteiligten Pak Yeong-hyo, getragen. Die Bezeichnung Gabo (갑오) leitet sich aus der Jahresbenennung für das Jahr 1894 im chinesischen 60-Jahre-Zyklus her.

## Hintergrund
In dem vorangegangenen Jahrzehnt hatten Japan und China in Korea um die Vormachtstellung gebuhlt. Als Korea nach dem Ausbruch des Donghak-Aufstands am Rande des Zusammenbruchs schien, entschied sich die japanische Meiji-Regierung für eine Intervention auf der Koreanischen Halbinsel. Der Donghak-Aufstand führte daher direkt zum Ersten Chinesisch-Japanischen Krieg. Gleichzeitig mit dem militärischen Vorgehen gegen China in Korea beabsichtigte die japanische Führung, mit Hilfe koreanischer Kollaborateure grundlegende Reformen am politischen und gesellschaftlichen System in Korea durchzuführen, die sich an den japanischen Reformen während der frühen Meiji-Zeit orientierten.

## Reformen
Die Gabo-Reformen lassen sich grob in drei Phasen unterteilen, die von unterschiedlichen Protagonisten getragen wurden und durch ein unterschiedliches Maß des japanischen Engagements gekennzeichnet waren. 

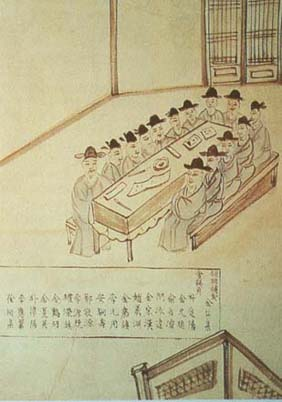
Porträt des Gunguk Gimucheo

### Erste Phase

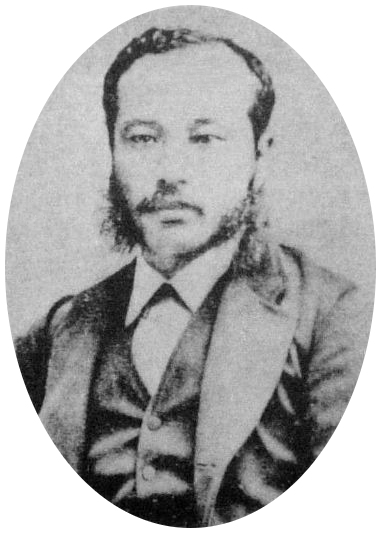
Ōtori Keisuke

Zwischen Juli und Dezember 1894 unterbreitete das neu geschaffene „Militärische Beratungsgremium“ (Gunguk Gimucheo) auf Anregung des japanischen Gesandten Ōtori Keisuke dem koreanischen König Gojong eine ganze Reihe von Reformgesetzen zur Unterschrift: Standesunterschiede, die Sklaverei und die traditionellen Beamtenprüfungen wurden abgeschafft. Die Regierung wurde nach japanischem Vorbild restrukturiert; neben einem Staatsrat wurden acht Ministerien (Inneres, Finanzen etc.) geschaffen. Eine stabile Währung wurde eingeführt und die Steuererhebung reformiert. Weiterhin wurde die Sippenhaft abgeschafft, die Eheschließungen mit Minderjährigen verboten und die Wiederverheiratung von Witwen erlaubt.

### Zweite Phase

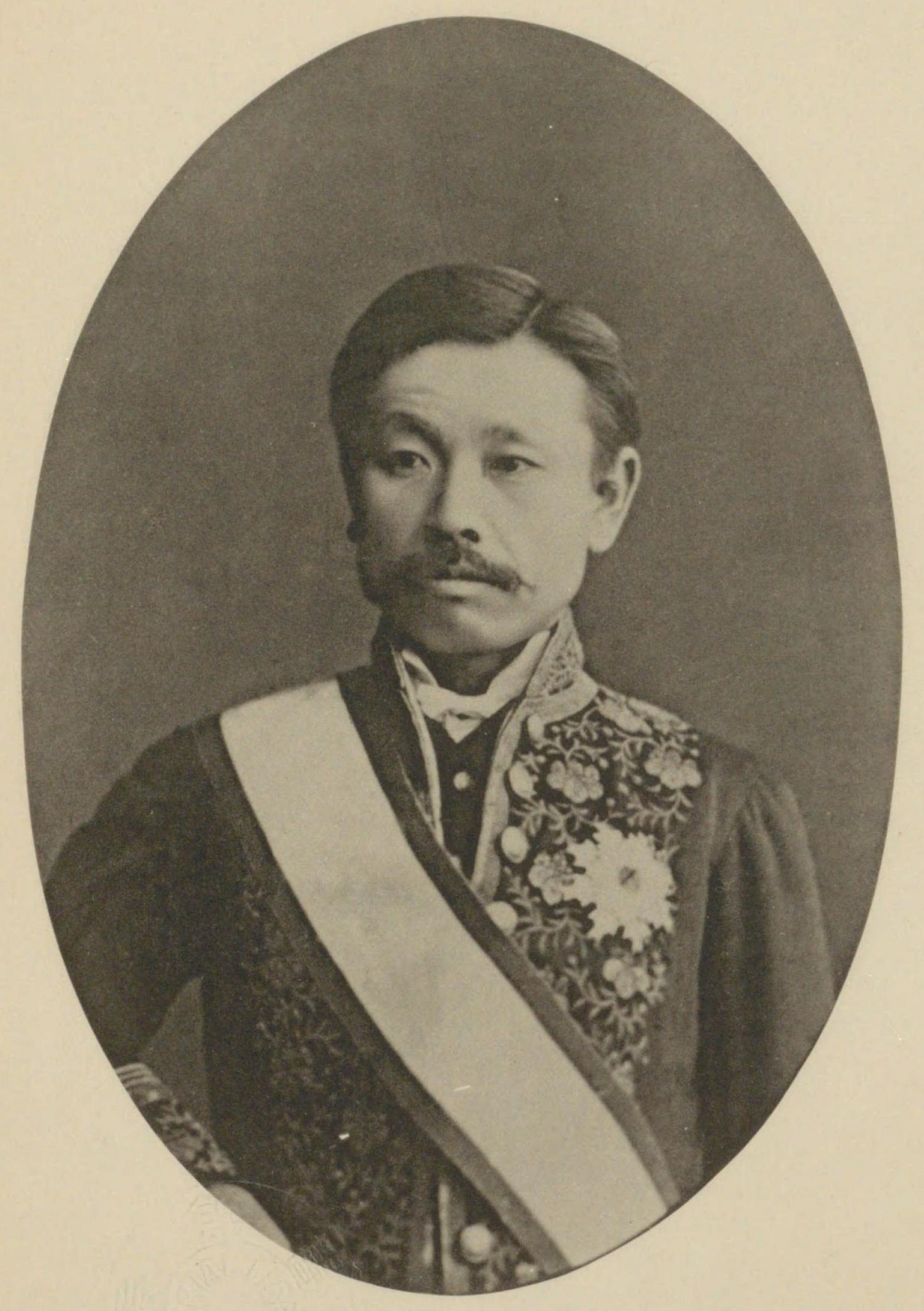
Inoue Kaoru

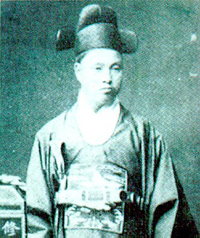
Kim Hong-Jip

Da die japanische Regierung mit dem Voranschreiten der Reformen unzufrieden war, ersetzte sie Ōtori Ende 1894 durch Inoue Kaoru, der den Gunguk Gimucheo auflöste und ein neues Kabinett unter Kim Hong-jip und dem Verfechter radikaler Reformen, Pak Yeong-hyo, installierte, welches die Beendigung des jahrhundertealten Tributverhältnisses zu China verkündete. In dieser Phase wurde zudem ein einheitliches Gerichtssystem geschaffen und die Polizei und das Militär reorganisiert und modernisiert. Um die japanische Position weiter zu festigen und die Reformen zu überwachen, platzierte Inoue darüber hinaus japanische Berater in den neu geschaffenen Ministerien und in der Armee. Außerdem bemühte er sich, den Einfluss der japanfeindlichen Königin-Min-Faktion am koreanischen Königshofe zu beschränken. Darüber hinaus drängte Inoue auf wirtschaftliche Zugeständnisse an Japan, was jedoch Proteste in Korea hervorrief und auch die koreanischen Verbündeten Inoues auf Distanz zu ihm gehen ließ.
Die zweite Phase der Reformen wurde unterbrochen, als das zweite Kabinett von Kim Hong-jip wegen der Intrigen Paks auseinanderbrach und dieser nach Japan fliehen musste. 

### Dritte Phase
Das neue Kabinett, welches ein weiteres Mal von Kim Hong-jip angeführt wurde, nahm zwischen August 1895 und Februar 1896 weitere Reformen in Angriff. So beschloss das Kabinett die Einführung des Gregorianischen Kalenders und eines modernen Schulsystems sowie die Einrichtung eines Postdienstes. 
Das Ende 1895 erlassene Verbot des auf dem Kopf zusammengebundenen Haarknotens (단발령, 斷髮令, danballyeong), der traditionellen Frisur verheirateter Männer, stieß jedoch auf erbitterten Widerstand in der Bevölkerung. Der Erlass und die Nachricht von der Ermordung der Königin Min ließen die Proteste im Land eskalieren.

## Auswirkungen und Bedeutung
Vor dem Hintergrund der unsicheren Lage, entschloss sich König Gojong schließlich am 10. Februar 1896 aus seinem Palast in die russische Gesandtschaft zu fliehen. Kurz nach der Flucht des Königs wurde der als Verräter gebrandmarkte Premierminister Kim Hong-jip zusammen mit zwei weiteren Angehörigen seines Kabinetts von einem wütenden Mob in den Straßen Seouls gelyncht. Nach der Intervention von Shimonoseki konnte das Russische Reich seinen Einfluss vermehren und nahm in den nächsten Jahren eine dominante Stellung in Korea ein.
Die Gabo-Reformen stellten den ersten ernsthaften Versuch dar, Korea in eine starke und moderne Nation umzuwandeln. Unter japanischer Ägide begonnen, dienten die Modernisierungen dem Ziel, eine politische Basis für ein japanisches Protektorat über Korea zu schaffen. Die Reformen, die auch nach dem Scheitern des japanischen Versuchs, seine Vormachtstellung in Korea zu sichern, fortgeführt wurden, waren aber gleichzeitig auch Ausdruck des Modernisierungswillens 'aufgeklärter' koreanischer Gelehrter und Funktionseliten.